# 겐디 타타코프스키

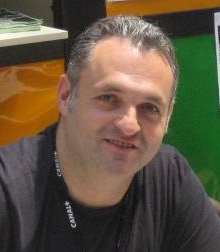

겐디 타르타코프스키(영어: Genndy Tartakovsky, 1970년 1월 17일 ~ )는 러시아 출생 미국의 영화 감독, 애니메이터이다. 파워퍼프 걸, 사무라이 잭 등을 만들어 낸 작가이다.